# Ключарёво (Башкортостан)
Ключарёво (баш. Ключарёв) — деревня в Чишминском районе Республики Башкортостан Российской Федерации. Входит в состав Алкинского сельсовета. 

## География

### Географическое положение
Расстояние до:
- районного центра (Чишмы): 18 км,
- центра сельсовета (Узытамак): 8 км,
- ближайшей ж/д станции (Пионерская): 500 м,
- Село Юматовского Сельхозтехникума: 250 м.

## История
До 10 сентября 2007 года называлась деревней разъезда Ключарёво.

## Население
| 2002 | 2009 | 2010 |
| ---- | ---- | ---- |
| 101  | ↘85  | ↘70  |